# Intel 80187
80187(80C187) 數學輔助處理器Intel 80186CPU. 不能與80188一起工作, 因為80188具有8位數據總線; 80188只能使用8087。 80187並不是與80186和80188同時推出，但實際上是在80287和80387之後推出。儘管與主處理器的接口與8087相同，其核心是80387的核心，因此完全符合IEEE 754標準，並且能夠執行所有80387的額外指令。